# Robert Williamson III
Robert Williamson III (Dallas, 7 november 1970) is een Amerikaans professioneel pokerspeler. Hij won onder meer het $5.000 Pot-Limit Omaha-toernooi van de World Series of Poker 2002 (goed voor $201.160,- aan prijzengeld), het $500 Pot Limit Omaha-toernooi van The Fourth Annual Jack Binion World Poker Open 2003 (goed voor $96.729,-) en het $500 No Limit Hold'em-toernooi van The Third Jack Binion Mid-America Poker Classic 2003 (goed voor $85.080,-).
Williamson bezocht de Angelo State University in San Angelo en haalde er BBA's in financiën en vastgoed. Hij won tot en met juni 2014 meer dan $2.250.000,- gewonnen met pokertoernooien, cashgames niet meegerekend.

## Wapenfeiten
Williamson verscheen in 1999 op de radar van de professionele pokerwereld toen hij als derde eindigde in het $2.500 Omaha Pot Limit-toernooi van de World Series of Poker 1999. Dat was de eerste, maar niet de laatste keer dat hij aan een finaletafel verscheen tijdens de World Series of Poker (WSOP). Drie jaar later won hij er immers zijn eerste WSOP-titel, nadat hij twaalf dagen daarvoor ook al als zevende eindigde in het $1.500 Razz-toernooi.
Op de World Series of Poker 2003 haalde Williamson wederom twee finaletafels. In negen dagen tijd werd hij derde in het $5.000 Pot Limit Omaha-toernooi en zevende in het $2.500 Pot Limit Omaha-toernooi. Op de World Series of Poker 2004 kwam hij voor het eerst heel dicht bij een tweede WSOP-titel, toen hij tweede werd in het $2.000 Pot Limit Omaha-toernooi (achter Chau Giang). Een jaar later werd Williamson nog een keer tweede, ditmaal in het $5.000 Pot Limit Omaha-toernooi van de World Series of Poker 2005 (achter Phil Ivey). Daarna werd hij nog een keer negende in het £5.000 Pot Limit Omaha-toernooi van de World Series of Poker Europe, editie 2009.

## WSOP-titel
| Jaar                       | Toernooi               | Prijs      |
| -------------------------- | ---------------------- | ---------- |
| World Series of Poker 2002 | $5.000 Pot-Limit Omaha | $201.160,- |